# Touques
Touques és un municipi francès situat al departament de Calvados i a la regió de Normandia. L'any 2007 tenia 3.898 habitants.

## Demografia

### Població
El 2007 la població de fet de Touques era de 3.898 persones. Hi havia 1.736 famílies de les quals 580 eren unipersonals (200 homes vivint sols i 380 dones vivint soles), 540 parelles sense fills, 452 parelles amb fills i 164 famílies monoparentals amb fills.
La població ha evolucionat segons el següent gràfic:
Habitants censats

### Habitatges
El 2007 hi havia 2.711 habitatges, 1.770 eren l'habitatge principal de la família, 741 eren segones residències i 200 estaven desocupats. 1.196 eren cases i 1.371 eren apartaments. Dels 1.770 habitatges principals, 771 estaven ocupats pels seus propietaris, 965 estaven llogats i ocupats pels llogaters i 34 estaven cedits a títol gratuït; 58 tenien una cambra, 322 en tenien dues, 485 en tenien tres, 401 en tenien quatre i 504 en tenien cinc o més. 1.152 habitatges disposaven pel capbaix d'una plaça de pàrquing. A 1.001 habitatges hi havia un automòbil i a 515 n'hi havia dos o més.

### Piràmide de població
La piràmide de població per edats i sexe el 2009 era:
| Homes | Edats   | Dones |
| ----- | ------- | ----- |
| 4     | 95 o +  | 0     |
| 0     | 90 a 94 | 12    |
| 20    | 85 a 89 | 52    |
| 12    | 80 a 84 | 36    |
| 64    | 75 a 79 | 80    |
| 80    | 70 a 74 | 80    |
| 68    | 65 a 69 | 92    |
| 52    | 60 a 64 | 104   |
| 60    | 55 a 59 | 60    |
| 108   | 50 a 54 | 144   |
| 112   | 45 a 49 | 116   |
| 132   | 40 a 44 | 108   |
| 108   | 35 a 39 | 144   |
| 144   | 30 a 34 | 168   |
| 124   | 25 a 29 | 108   |
| 64    | 20 a 24 | 128   |
| 90    | 15 a 19 | 98    |
| 128   | 10 a 14 | 104   |
| 116   | 5 a 9   | 144   |
| 108   | 0 a 4   | 120   |

## Economia
El 2007 la població en edat de treballar era de 2.502 persones, 1.846 eren actives i 656 eren inactives. De les 1.846 persones actives 1.649 estaven ocupades (830 homes i 819 dones) i 197 estaven aturades (82 homes i 115 dones). De les 656 persones inactives 244 estaven jubilades, 193 estaven estudiant i 219 estaven classificades com a «altres inactius».

### Ingressos
El 2009 a Touques hi havia 1.880 unitats fiscals que integraven 4.083,5 persones, la mediana anual d'ingressos fiscals per persona era de 16.894 €.

### Activitats econòmiques
Dels 233 establiments que hi havia el 2007, 6 eren d'empreses extractives, 4 d'empreses alimentàries, 7 d'empreses de fabricació d'altres productes industrials, 37 d'empreses de construcció, 73 d'empreses de comerç i reparació d'automòbils, 9 d'empreses de transport, 22 d'empreses d'hostatgeria i restauració, 3 d'empreses d'informació i comunicació, 7 d'empreses financeres, 12 d'empreses immobiliàries, 15 d'empreses de serveis, 20 d'entitats de l'administració pública i 18 d'empreses classificades com a «altres activitats de serveis».
Dels 68 establiments de servei als particulars que hi havia el 2009, 1 era una oficina de correu, 4 tallers de reparació d'automòbils i de material agrícola, 1 taller d'inspecció tècnica de vehicles, 1 autoescola, 3 paletes, 11 guixaires pintors, 2 fusteries, 9 lampisteries, 9 electricistes, 1 empresa de construcció, 7 perruqueries, 15 restaurants, 2 agències immobiliàries, 1 tintoreria i 1 saló de bellesa.
Dels 32 establiments comercials que hi havia el 2009, 1 era, 4 supermercats, 1 un supermercat, 2 botiges de menys de 120 m², 2 fleques, 3 carnisseries, 1 una carnisseria, 1 una peixateria, 5 botigues de roba, 2 botigues d'equipament de la llar, 2 sabateries, 4 botigues de mobles, 2 botigues de material esportiu, 1 una botiga de material de revestiment de parets i terra i 1 una joieria.
L'any 2000 a Touques hi havia 10 explotacions agrícoles que ocupaven un total de 234 hectàrees.

## Equipaments sanitaris i escolars
Els 2 equipaments sanitaris que hi havia el 2009 eren farmàcies.
El 2009 hi havia una escola elemental.

## Poblacions més properes
El següent diagrama mostra les poblacions més properes.